# Parlamento del Burundi
Il Parlamento del Ruanda (in francese Parlement du Burundi) è il parlamento bicamerale della Repubblica del Burundi.
Esso si compone attualmente di una camera bassa di 111 membri, di cui 100 eletti direttamente dai cittadini, 8 cooptati e 3 riservati, la Assemblea nazionale (la più forte tra le due) e di una camera alta attualmente di 39 membri eletti indirettamente dalle Province del Burundi, il Senato.